# Правдинський район
Правдинський район (рос. Правдинский район) — адміністративна одиниця Калінінградської області Російської Федерації.
Адміністративний центр — місто Правдинськ.
Законом Калінінградської області від 27 квітня 2015 року № 418, 1 січня 2016 року всі муніципальні утворення «Правдинський район» — «Правдинське міське поселення», «Желєзнодорожне міське поселення», «Домновське сільське поселення» та «Мозирське сільське поселення» перетворені, шляхом їх об'єднання, на Правдинський міський округ.

## Адміністративний поділ
Протягом 2006—2015 років до складу району входили 2 міських та 2 сільських поселення:
1. Правдинське міське поселення
2. Желєзнодорожне міське поселення
3. Домновське сільське поселення
4. Мозирське сільське поселення